# Романова, Юлия Михайловна
Юлия Михайловна Романова (10 июля 1993, Москва[уточнить]) — российская лыжница, чемпионка России. Мастер спорта России.

## Биография
Воспитанница ДЮСШ города Выкса Нижегородской области. Ещё в юниорском возрасте перешла в команду Москвы, представляла спортивное общество «Спартак». Тренеры — В. Н. Ревин, Т. Н. Ревина, А. Б. Моторин.
Становилась победительницей и призёром первенств России и всероссийских соревнований среди юниоров и молодёжи.
На взрослом уровне становилась победительницей чемпионата России в 2015 году в командном спринте и эстафете; серебряным призёром в 2014 году в командном спринте, в 2015 году в спринте; бронзовым призёром в 2013 году в командном спринте. Побеждала на этапах Кубка России. Призёр чемпионата Центрального федерального округа.
В ноябре 2014 года дебютировала на Кубке мира, в первой же гонке показала свой лучший результат в личных дисциплинах — 14-е место в спринте. По итогам сезона 2014/15 трижды попадала в очковую зону и заняла 86-е место в общем зачёте Кубка мира (33 очка). В сезоне 2015/16 стартовала в трёх личных гонках Кубка мира, но не набирала очков.
Участница чемпионата мира 2015 года, где заняла 23-е место в спринте.
О выступлениях после 2017 года сведений нет.